# زباستین بینیک
سباستین بینیک (Sebastian Bieniek) (متولد ۲۴ آوریل ۱۹۷۵) هنرمند مفهومی، نقاش، عکاس، پرفورمنس آرتیست، نویسنده و کارگردان آلمانی است. به گفته Global Thought Leader Ranking او به عنوان صد و هفتاد و یکمین چهرهٔ تأثیرگذار لیست سال ۲۰۱۸ شناخته شده‌است و در سال ۲۰۱۵ در وبسایت theculturetrip.com به عنوان یکی از پنج چهرهٔ برتر هنر معاصر برلین انتخاب شد.

## زندگینامه و تحصیلات
سباستین بینیک متولد لهستان است و تا ۱۴ سالگی در همان کشور زندگی می‌کرد. در سال ۱۹۸۹ او به مقصد آلمان لهستان را ترک کرد. در سال ۱۹۹۶ او شروع به یادگیری هنر در HbK Braunschweig زیر نظر Marina Abramovic، پرفورمنس آرتیست صربستانی و John Armleder هنرمند مفهومی سوئیسی کرد. در سال ۱۹۹۸ او برای ادامهٔ تحصیل به UdK Berlin رفت و در کلاس‌های Katharina Sieverding عکاس آلمانی شرکت کرد و در همان دوره اولین فیلم کوتاه خود به نام " صفر " را ساخت.
در سال ۲۰۰۱ به رزیدنسی DFJW در فرانسه رفت و شش ماه در آنجا اقامت داشت و در نمایشگاه گروهیِ Aux voyageurs که توسط Bettina Klein کیوریت شده بود شرکت کرد و در تحصیلات خود در Hdk برلین را به پایان رساند. در سال ۲۰۰۲ او به هدف یادگیری کارگردانی سینما دوره‌ای را در DFFB Berlin، جایی که در آن فیلم‌های متعددی ساخت شروع کرد. در سال ۲۰۰۷ او فیلم بلند خود با نام The Gamblers را ساخت و به همان واسطه وارد دهمین دورهٔ جشنوارهٔ فیلم شانگهای شد. در سال ۲۰۰۸ فیلم Silvester Home Run را ساخت و با این اثر وارد جشنوارهٔ Festival Internacional de Cine de Mar del Plata شد و در Montreal World Film Festival همان فیلم را به نمایش درآورد.
آثار
آثارِ قدیمی بینیک پرفورمنس‌های رادیکالی مانند Hand Without a Body (1999) بود که ۱۶ روز به صورتِ روزانه دستانِ خود را می‌برید؛ یا پرفورمنس Born to be Boulette (1999) که در آن به مدت سه روز در میانِ ۵۰۰ کیلوگرم گوشت خوام دراز کشیده بود. یا اثرِ Robbery (1998) که در آن برنامهٔ سرقت از یک بانک را به عنوانِ بخشی از اثر ترتیب داده بود. به مرور و از حدود سال ۲۰۰۱ آثار او بیشتر و بیشتر به سمت مینیمالیزم و هنرمفهومی گرایش پیدا کرد.
در سال ۲۰۰۹ (بعد از یک وقفهٔ ۷ ساله) او با Homelan Security دوباره کار خودش را شروع کرد، مجموعه‌ای از نقاشی‌های کانسپچوآل و نقاشی‌های دیگری که با یک نوشته همراه می‌شدند. در سال ۲۰۱۳ بینیک به عکاسی ادامه داد. در همان سال او مجموعهٔ دوچهره (Doublefaced) را شروع کرد که به یکی از شناخته شده‌ترین میم‌های آنلاین تبدیل شد. این مجموعه توسط مجلات و افراد زیادی بازنشر شد. بینیک به صورت همزمان به مجموعهٔ میلیمالیستیِ نوشته‌هایش، پرفورمنس و نقاشی هم ادامه داد. دو مجموعهٔ Perfect circles و Multiplications که شامل نقاشی‌هایی به همراه متن بودند در فاصلهٔ سال‌های ۲۰۱۳ تا ۲۰۱۶ در ۷۰ قطعه شکل گرفتند. همین‌طور در سال ۲۰۰۸ یک پرفورمنس را در آرت فرومِ برلین، ۲۰۱۱ در گرجستان، ۲۰۱۳ در افتتاحیهٔ Deutsche Bank KunstHalle و در سال ۲۰۱۶ در دانشگاه Church of Marburg به اجرا درآورد.
همکاری‌ها
بینیک در سال ۲۰۱۳ با یک مجلهٔ موسیقی آلمانی برای عکاسی همکاری کرد. ۲۰۱۵ برای مجلهٔ Süddeutsche Zeitung عکاسی کرد. در همان سال برای هفتهٔ فشن پاریس با طراح لباس فرانسوی به نام Simon Porte Jacquemus کار کرد. در سال ۲۰۱۶ او با Institute for church building and contemporary art وارد همکاری شد در باز هم در همان سال با مدیر هنری و کیوریتور موزهٔ MONA به نام Olivier Varenne در استرالیا برای یک نمایشگاه آنلاین در سایت collectionair.com وارد همکاری شد.
نمایشگاه‌ها
سباستین بینیک در سال ۱۹۹۹ اولین نمایشگاه انفرادی خود را به نام Natural Born Sugareaters را در Kunsthaus Tacheles برگزار کرد. در سال ۲۰۰۰ او با Festival of Vision همکاری کرد و در Hong Kong Arts Centre هم آثاری به نمایش درآورد و در سال ۲۰۰۲ با HICETNUNC در ایتالیا همکاری کرد. در سال ۲۰۱۴ نمایشگاه انفرادی دیگری در Nicola von Senger Gallery واقع در زوریخ و همین‌طور در Ho Gallery واقع در وین برگزار کرد. او در سال ۲۰۱۶ نمایشگاه دیگری در گالری Potemka Contemporary Art Gallery در لایپزیک به نام The Imitation of the Imitation برگزار کرد.

## کتاب‌ها
- ۲۰۱۱: REALFAKE. برلین، شابک ‎۹۷۸-۳-۹۴۲۸۳۵-۳۵-۰[۹]

## فیلم‌شناسی
- ۲۰۰۲: Zero[۱۰]
- ۲۰۰۴: Sand[۱۱]
- ۲۰۰۵: Sugar[۱۲]
- ۲۰۰۷: The Gamblers[۱۳]
- ۲۰۰۸: Silvester Home Run[۱۴][۱۵]